# Knocked Out Loaded
Knocked Out Loaded — двадцать четвёртый студийный альбом американского автора-исполнителя Боба Дилана. Выпущен в июле 1986 года на лейбле Columbia Records.

## Об альбоме
Knocked Out Loaded получил плохие отзывы после выхода, и доныне по мнению некоторых критиков, является одной из наименее привлекательных работ Дилана. Тем не менее, 11-минутная эпическая песня «Brownsville Girl», написанная совместно с Сэмом Шепардом была названа одной из лучших песен Дилана некоторыми критиками.
В альбом вошли три кавер-версии, три песни, написанные Диланом вместе с иными авторами и только две, написанные Диланом единолично.
Большая часть альбома записана весной 1986 года, кроме песни Got My Mind Made Up, которая, как сообщают, записана в течение однодневного перерыва в турне Дилана и Тома Петти «True Confessions» в июне того же года.

## Список композиций
1. «You Wanna Ramble» (Little Junior Parker) — 3:14
2. «They Killed Him» (Kris Kristofferson) — 4:00
3. «Driftin' Too Far From Shore» (Bob Dylan) — 3:39
4. «Precious Memories» (Trad. Arr. Bob Dylan) — 3:13
5. «Maybe Someday» (Bob Dylan) — 3:17
6. «Brownsville Girl» (Bob Dylan, Sam Shepard) — 11:00
7. «Got My Mind Made Up» (Bob Dylan, Tom Petty) — 2:53
8. «Under Your Spell» (Bob Dylan, Carole Bayer Sager) — 3:58

## Участники записи
- Britt Bacon — engineer
- Mike Berment — steel drums
- Peggie Blu — background vocals
- Majason Bracey — background vocals
- Clem Burke — drums
- T-Bone Burnett — guitar
- Mike Campbell — guitar
- Carolyn Dennis — background vocals
- Steve Douglas — saxophone
- Bob Dylan — guitar, harmonica, keyboards, vocals
- Howie Epstein — bass
- Judy Feltus — engineer
- Anton Fig — drums
- Lara Firestone — background vocals
- Greg Fulginiti — mastering
- Milton Gabriel — steel drums
- Keysha Gwin — background vocals
- Don Heffington — drums
- Muffy Hendrix — background vocals
- April Hendrix-Haberlan — background vocals
- Ira Ingber — guitar
- James Jamerson, Jr. — bass
- Dewey B. Jones II — background vocals
- Phil Jones — conga
- Al Kooper — keyboards
- Stan Lynch — drums
- Steve Madaio — trumpet
- Queen Esther Marrow — background vocals
- Larry Mayhand — background vocals
- John McKenzie — bass
- Vince Melamed — keyboards
- Larry Meyers — mandolin
- Angel Newell — background vocals
- Herbert Newell — background vocals
- John Paris — bass
- Bryan Parris — steel drums
- Al Perkins — steel guitar
- Tom Petty — guitar
- Crystal Pounds — background vocals
- Raymond Lee Pounds — drums
- Madelyn Quebec — background vocals
- Vito San Filippo — bass
- Carl Sealove — bass
- Patrick Seymour — keyboards
- Jack Sherman — guitar
- Daina Smith — background vocals
- Don Smith — engineer
- Maia Smith — vocals
- Medena Smith — background vocals
- Dave Stewart — guitar
- Benmont Tench — keyboards
- Annette May Thomas — background vocals
- Damien Turnbough — background vocals
- George Tutko — engineer
- Ronnie Wood — guitar
- Chyna Wright — background vocals
- Elesecia Wright — background vocals
- Tiffany Wright — background vocals